# Jungfrauenadler
Der Jungfrauenadler ist eine in der Heraldik als gemeine Figur dargestellte Variante des stilisierten heraldischen Adlers und ein Wappentier.

## Herkunft und Darstellung
Es handelt sich beim Jungfrauenadler um ein Mischfabelwesen aus Mensch und Adler. Das Wappentier hat als Besonderheit, dass der Adlerkopf durch einen hersehenden Frauenkopf bzw. das Oberteil durch einen nackten Frauenoberkörper ersetzt ist. Der Kopf ist meist gekrönt.
Die Herkunft ist bis heute nicht eindeutig geklärt.
In der Wappenbeschreibung (Blasonierung) werden auch andere Namen für diesen Adlertyp benutzt. So ist oft vom Adlerweibchen oder der heraldischen Harpyie die Rede. Weder die mythologische noch der Greifvogel Harpyie sollen Ausgangspunkt für diese Wappenfigur gewesen sein. Von der Vogelsirene unterscheidet er sich, da sie Arme und Beine besitzt; der Königsadler hat zusätzliche Flügel am Rücken. Er trägt ebenfalls eine Krone und ist durch den weiblichen Oberleib und das Frauenantlitz gekennzeichnet.
Man vermutet, dass aus einem Kaiserbild mit Lockenkopf aus Unkenntnis die Wappenmaler ein weibliches Wesen schufen. Die Kaiser im Mittelalter haben ihr Brustbild als Zeichen der Schutzherrschaft auf dem Wappenadler befestigt.

## Verwendung
Beispiel für eine Jungfrauenadlerdarstellung ist das Wappen der Familie Cirksena, der Grafen von Ostfriesland aus der Zeit um 1581 bis 1699. Cirksena-Adler ist eine Bezeichnung für den In Schwarz gekrönten goldenen Jungfrauenadler.

## Beispiele

Wappen des Landkreises Aurich
Stadtwappen von Emden
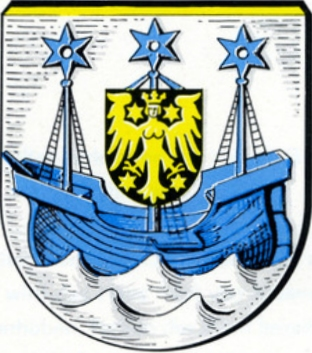
Wappen von Greetsiel
Wappen von Krummhörn
Wappen von Leerort
Harpyie als Schildhalter, Gemeinde Eemsdelta
Wappen von Mücke (Hessen), siehe auch hier
Großes Nürnberger Stadtwappen
Wappen von Leinburg/Nürnberger Land
Wappen von Feldatal (Hessen)
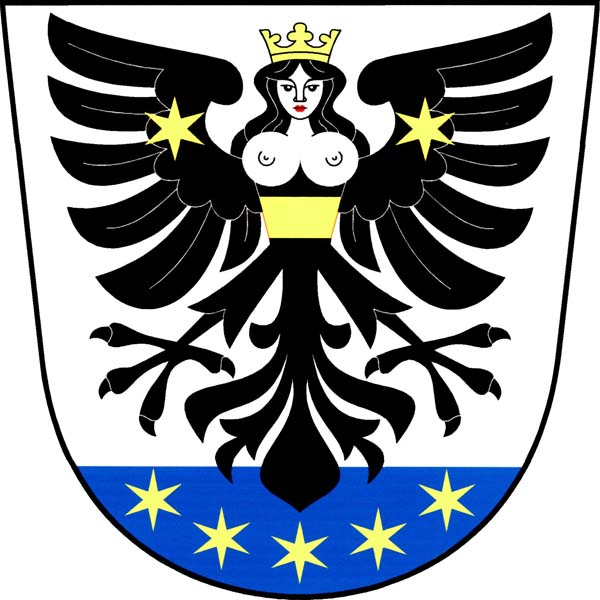
Wappen von Čejov (CZ)

Wappen Liechtensteins (Feld 4)
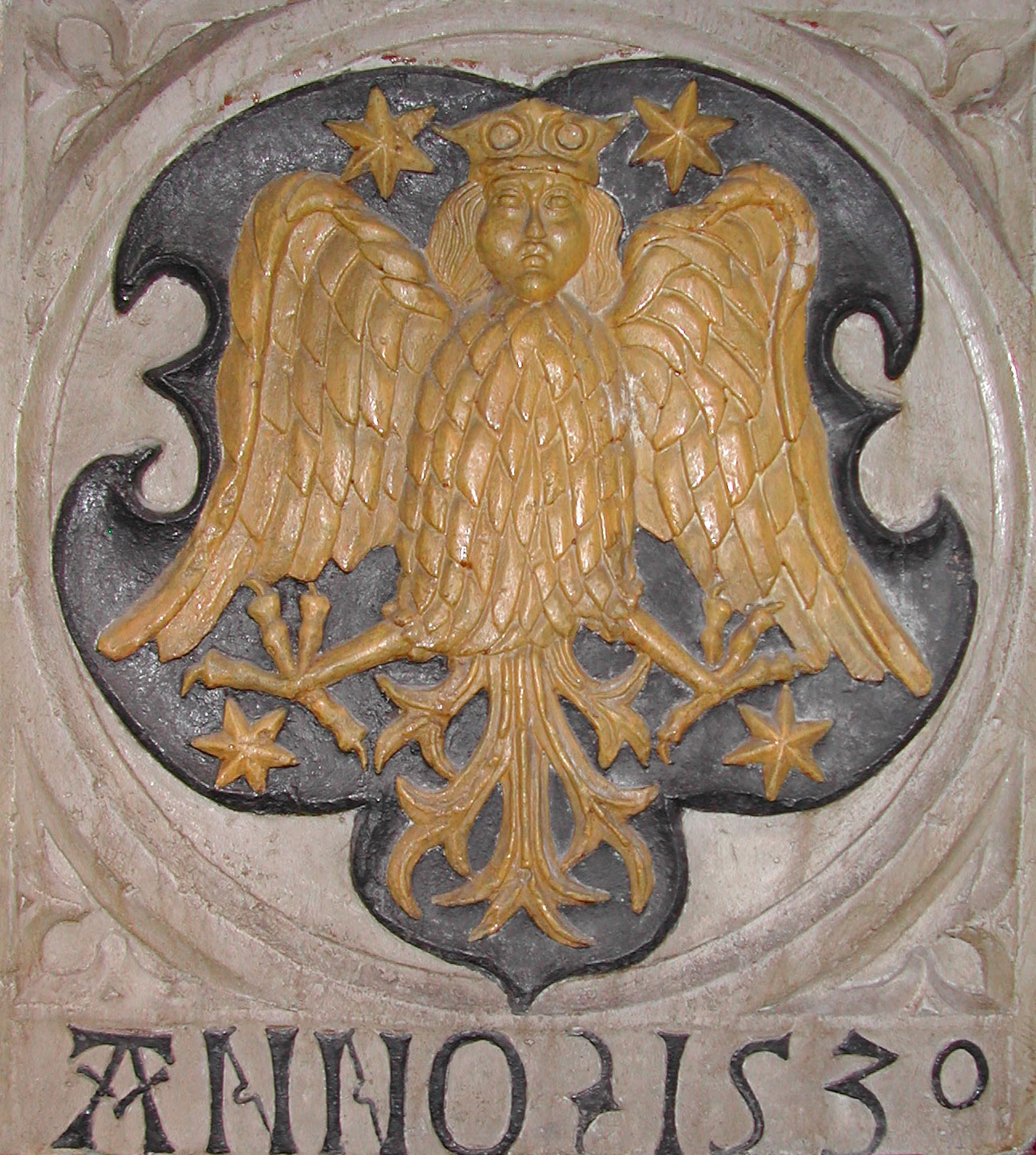
Wappen der Familie Cirksena
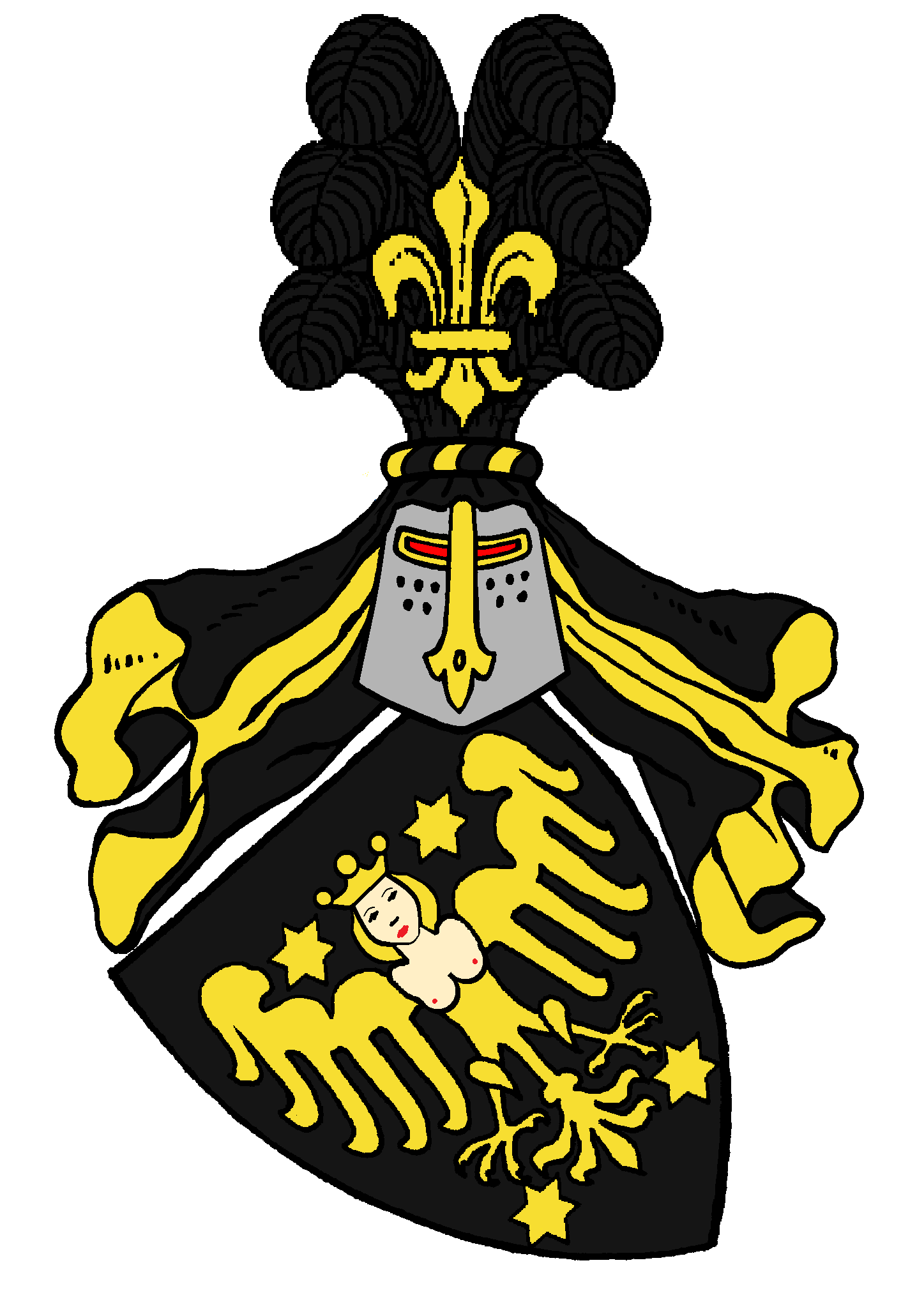
Wappen der Cirksena (ihr Stammwappen)